# 노가이 칸

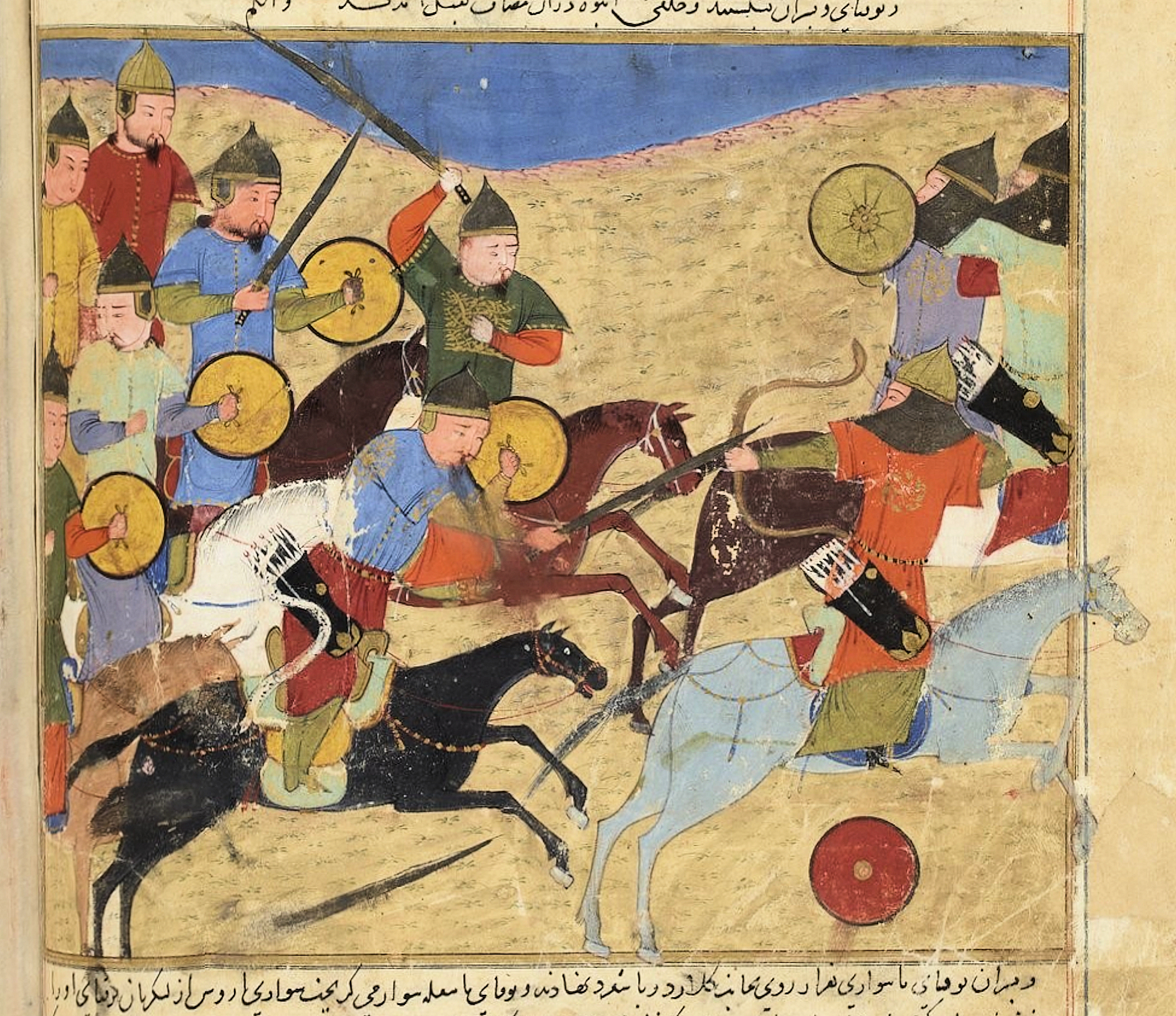

노가이 칸(Nogai Khan, ? ~ 1299년)은 킵차크 칸국의 후예 청장 칸국(또는 크림 칸국)의 칸으로, 칭기스 칸의 장남 주치의 증손자이다. 미카일 8세의 사생아인 에우프로시네 팔라이올로기나와 결혼했다.
베르케와 만그 티무르의 대에 일 칸국과 싸워 공적을 올렸고, 동유럽에도 출병하여 킵차크 칸국 서부의 돈 강과 도나우 강 사이의 영토를 지배함으로써, 킵차크 칸국 서부에 독자적인 세력권을 확립했다.
1280년 만그 티무르가 죽자, 킵차크 칸국의 권력을 손에 쥐게 되었고, 칸의 폐립에 관여하여, 1287년 투다멩구를 폐위하고 탈라부가를 옹립하였다가, 4년 후인 1291년에는 탈라부가를 폐위한 뒤 그와 그를 지지하는 몽골 귀족들을 처형하고 만그 티무르의 막내아들인 토크타 칸을 옹립하였다. 이에 노가이는 토크타에게 보답으로 크리미아를 상으로 받았다.
그 후, 불가리아나 헝가리에도 출병하여 공을 세웠으나, 나중에는 자신이 옹립한 토크타와 대립하게 되었다. 1299년에 벌어진 전투에서 토크타의 군대는 노가이에게 패했으나, 노가이가 그를 뒤쫓지 않은 덕분에 토크타는 살아남을 수 있었다. 이때문에 노가이는 토크타에게 반격할 기회를 주게 되었고, 노가이는 결국 같은 해에 벌어진 카감릭 강의 전투에서 패하여 전사했다.

## 같이 보기
- 노가이인